# Samba (Musik)

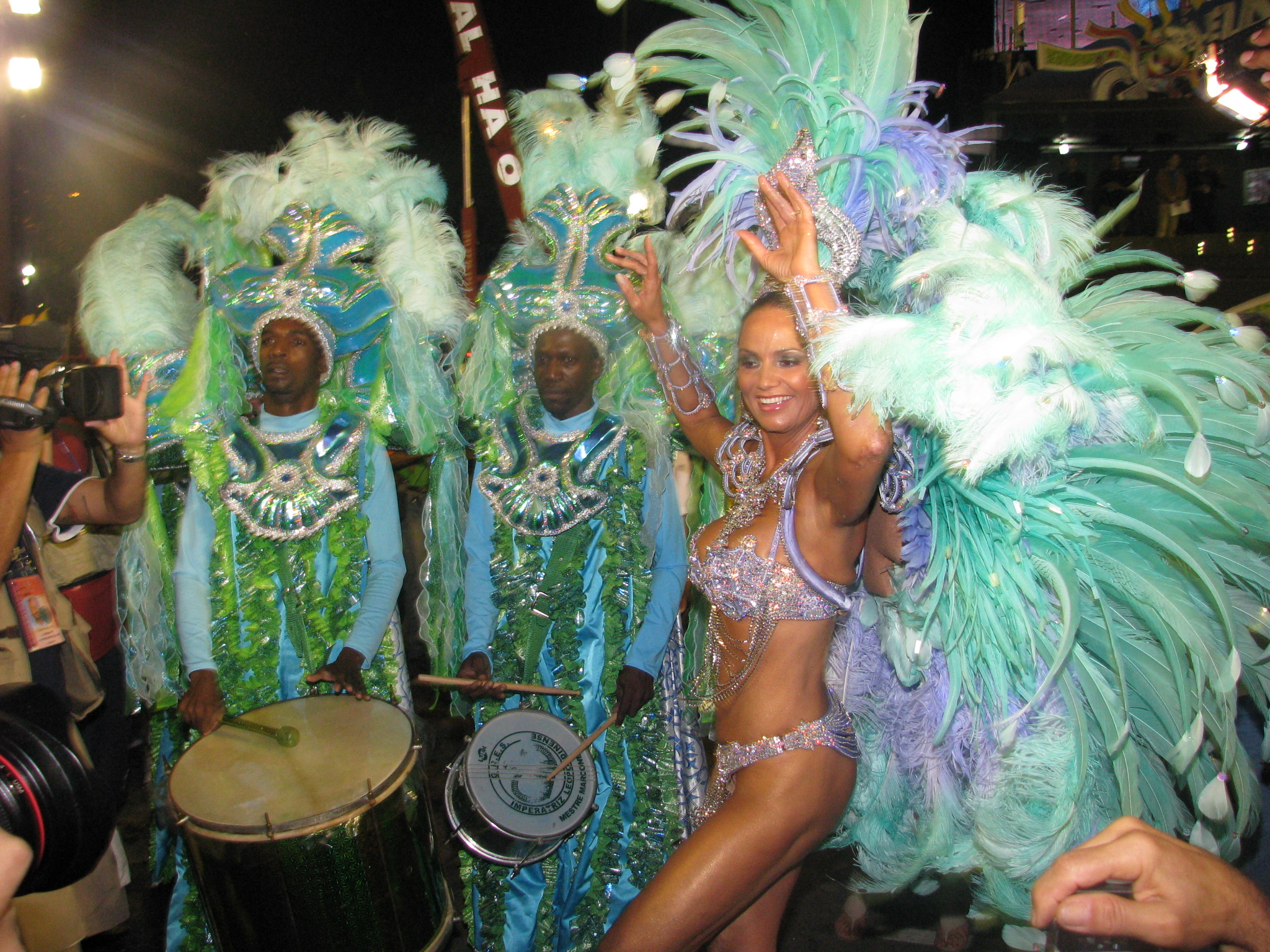
Musiker mit Surdo und Caixa sowie die Tänzerin Luíza Brunet von der Sambaschule Imperatriz Leopoldinense beim Karneval in Rio 2008

Samba ([ˈsɐ̃bɐ]), (o samba, maskulin) bezeichnet einen brasilianischen Musikstil, der meist mit der Stadt Rio de Janeiro und dem Typ des thematisch gebundenen Samba-Enredo der Escolas de Samba und ihrer weltweit bekannten Desfile im Sapucaí in Verbindung gebracht wird. Dennoch verfügt der Samba über verschiedenste Ausprägungen und ist in Form von diversen Subgenres in unterschiedlichsten Regionen von Brasilien anzutreffen. Samba ist der Oberbegriff für verschiedene Musiktypen wie den Samba-Enredo der Karnevalsumzüge, den im kleinen Kreis gespielten Samba pagode, den traditionellen, ländlichen Samba de roda oder den balladenhaften Samba Canção.

## Geschichte

### Herkunft

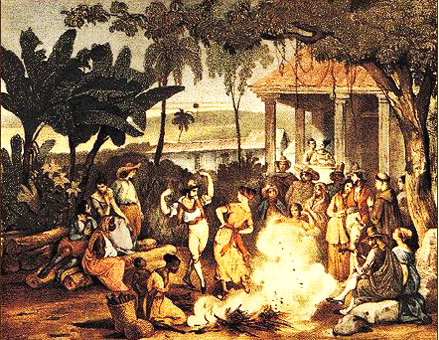
Moritz Rugendas: Lundú (1821). Der Lundu gehört zu den Vorläufern des Samba

Die afrobrasilianische wie allgemein die afroamerikanische Musik wurde von den Sklaven nach Brasilien mitgebracht und basiert somit auf traditionellen afrikanischen Musikstilen. Da die Sklaven aus sehr unterschiedlichen afrikanischen Regionen und Kulturen kamen, haben sich diese Musiktraditionen jedoch nicht in Reinform erhalten, sondern vermischten sich miteinander, so dass spezifische Ausprägungen des afrikanischen Musikerbes entstanden. Charakteristisch ist jedoch die Übernahme perkussiver Elemente und die Ausprägung einer polyrhythmischen Struktur, die sich in den unterschiedlichen Ebenen der Marcação aus Beat und Off-Beat, Elementarpulsation und linha rítmica (der typischen Formel der Timeline-Pattern) offenbart. Sie werden beispielsweise im Samba-Enredo auf die verschiedenen Perkussionsinstrumente der Bateria einer Escola de Samba - Surdo 1 - 3, Repique, Caixa, Tamborim und Chocalho aufgeteilt.
Es wird vermutet, dass die Wurzeln des Samba im Kongo- und Sambesigebiet liegen. Aus der ehemaligen portugiesischen Kolonie Angola stammt der Tanz- und Musikstil Semba. Bis zum heutigen Tag wird Angola sehr häufig in den Letras der Sambas thematisiert. Die Annahme, dass die brasilianische Bezeichnung Samba auf Semba zurückgeht, ist naheliegend, aber nicht gesichert. Der Samba-Batucada dürfte – auch begrifflich – auf den von Perkussionsmusik begleiteten Tanz Batuque zurückzuführen sein. Heute ist er weitgehend vom Samba verdrängt. Daneben gelten auch der Lundu und der Jongo als Vorläufer des Samba. Das Verb sambar bedeutet im Portugiesischen auch „Samba tanzen“.

### Der Choro in Rio um 1900
Mit dem Choro entwickelte sich um 1870 in Rio de Janeiro der erste nationale brasilianische Musikstil, der durch die Erfindung der Schallplatte landesweite Verbreitung fand. Er entstand aus einer Fusion des portugiesischen Fado, populärer europäischer Tanzmusik wie Polka, Walzer, Mazurka, Xote und Quadrillen mit afrobrasilianischer Musik, z. B. dem Lundu. Zur gleichen Zeit entstand der brasilianische Tango Maxixe – noch vor dem argentinischen, mit dem er nur wenig gemeinsam hat – und wurde ebenfalls von den Choro-Ensembles gespielt. Nach der Gründung der Republik Brasilien 1889 nahmen Militär- und Blasmusikkapellen Choros in ihr Repertoire auf. Gespielt und getanzt wurde er vor allem in der unteren Mittelschicht. Seine Blütezeit erlebte er zwischen 1870 und 1920, wird aber bis heute gepflegt. Die meisten Chorokompositionen sind durch ein relativ hohes Tempo, eine sambatypische Melodie- und Rhythmusstruktur und Improvisationen über das Thema der Komposition geprägt. Choro-Ensembles bestanden traditionell aus zwei Gitarren, einem Cavaquinho und einer Flöte als Soloinstrument. Ergänzt wurden sie später häufig vom Pandeiro und weiteren Perkussionsinstrumenten, Klarinette und Mandoline (Bandolim). Seit Ende der 1950er Jahre wird die Bassfunktion häufig von einer siebensaitigen Gitarre (violão de sete cordas) übernommen.

### Herausbildung des modernen Samba
In seiner modernen Form entstand der Samba um 1920 in Rio de Janeiro. In dieser Zeit verloren die Choro-Orchester an Bedeutung, Jazzbands und Salonorchester kamen auf, die Foxtrott, Maxixes, Marchas und Sambas spielten. Samba entstand aus der Mischung von Choro mit den Batuques, die in den Vorstädten von Rio gespielt wurden.
1917 war von der Banda Odeon der erste Samba auf Schallplatte aufgenommen worden: Pelo telefone („Durch das Telefon“). Das Lied wurde ein Schlager im Karneval. Pixinguinha war ein Musiker von besonderer Bedeutung für den Durchbruch des Samba, der schon in der Choro-Szene eine herausgehobene Position hatte.
1928 wurde in Rio die erste Sambaschule namens Deixa Falar („Lass sie reden“) gegründet. Sie entstand aus einem vormaligen Bloco, kurz darauf folgten Escolas wie GRES. Estação Primeira de Mangueira oder GRES. Portela, die heute zu den traditionsreichsten der Escolas zählen. Damit wurde die Musik ein wichtiges Sprachrohr der unteren Schichten Rios, denen überwiegend die schwarze Bevölkerung angehörte. Diese neue Stilrichtung wurde Samba do Morro genannt, der Samba von den Hügeln, womit die Favelas von Rio gemeint waren. Die Bewohner der Morros stellten auch den überwiegenden Teil der Comunidades der Escolas de Samba. In diesen Zeiten waren die Comunidade und die verschiedenen Alas jedoch den heutigen Gemeinschaftsgefügen de Escolas gegenüber externen Mitgliedern, die nicht vom zugehörigen Morro stammten, sehr abgeschlossen. Wollte man beispielsweise dem Ala dos compositores beitreten, musste man der Sambaschule nicht nur bereits in familiärer Tradition verbunden sein, sondern auch eine Prüfung vor der gesamten Gemeinschaft der Komponisten absolvieren, in der man sein künstlerisches Können, seine musikalische und poetische Kreativität unter Beweis stellte und darüber hinaus auch das Vermögen, dem besonderen künstlerischen Stil der Escola in den eigenen Kompositionen gerechnet zu werden. Wurde man dann in den Ala dos compositores aufgenommen, durfte man sich dennoch nicht gleich im selben Jahr an der Komposition in einer Parceria beteiligen, sondern musste eine Art einjähriges „Praktikum“ absolvieren, in dem man zuschaute und von den älteren lernte. In heutigen Zeiten haben sich diese Umstände verändert: Die Wettbewerbe der Komponisten - Disputa de Samba genannt - gleichen gerade in den Escolas de Samba der höchsten Ligen (Grupo Especial, Grupo A) aufwändigen Spektakeln, die von den Komponistengruppen selbst finanziert und organisiert werden müssen und sich von Woche zu Woche glanzvoller gestalten müssen, um es bis ins Finale zu schaffen.
Samba hielt jedoch auch in den weißen, bürgerlichen Kreisen Einzug. Der Samba-Canção betonte mehr die Melodie, hatte ein viel langsameres Tempo und geschliffenere Texte. Mit dem Aufkommen des Radios verbreitete sich der Samba sehr schnell und wurde in den 1930er Jahren zum musikalischen Pulsgeber des Landes. 1939 komponierte Ary Barroso den berühmten Titel Aquarela do Brasil, das auch in der Kurzform Brazil bekannt wurde und zahllose Interpretationen erlebte. Im gleichen Jahr ging die Samba-Sängerin Carmen Miranda in die USA, wo sie zur bestbezahlten Schauspielerin und Sängerin Hollywoods aufstieg.

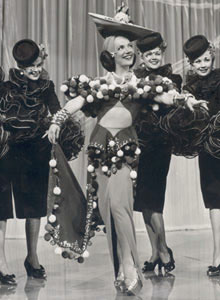
Die portugiesisch-brasilianische Schauspielerin Carmen Miranda half, Samba auf internationaler Ebene zu popularisieren.

### Weiterentwicklung in der Bossa Nova
In den späten 1950er Jahren drangen zunehmend Elemente des Bolero, Foxtrotts und des Cha-Cha-Cha in den Samba ein, der seine typischen Merkmale in dieser Zeit mehr und mehr verlor. Dieser Niedergang war ein Auslöser für eine musikalische Revolution: die Bossa Nova. Anders als der Straßensamba entstand die Bossa Nova in der städtischen Mittelschicht im Umfeld bürgerlicher Intellektualität. Stilbildend war vor allem João Gilberto, sowohl mit seinem leisen Gesang als auch mit seiner Art, Gitarre zu spielen. Der zurückhaltende Gesang kehrte den operettenhaften Belcanto-Stil, der sich im Samba der 1950er Jahre durchgesetzt hatte, in sein Gegenteil um. Die Initialzündung für den internationalen Durchbruch der Bossa Nova war der Film Orfeu Negro, der 1959 einen Oscar und die Goldene Palme in Cannes erhielt. Der Film basierte auf einem Theaterstück von Vinícius de Moraes, der für vier Musikergenerationen Texte zu Sambastücken schrieb. Er verlegte den antiken Mythos von Orpheus in die Gegenwart des Karnevals von Rio de Janeiro. Die Filmmusik komponierten Tom Jobim und Luiz Bonfá, deren Titellieder A Felicidade und Manhã de Carnaval zu Klassikern der Bossa Nova werden sollten. Daneben zieht der Straßensamba des Karnevals immer wieder durch den Film. Vinícius de Moraes und Tom Jobim schrieben auch gemeinsam das Lied Garota de Ipanema, das als Girl from Ipanema zum berühmtesten Bossa Nova-Lied geworden ist und von zahlreichen brasilianischen und amerikanischen Musikern interpretiert wurde. Ein ähnlich großer Erfolg gelang Sérgio Mendes mit dem Lied Mas que nada. Nachdem der kubanische Einfluss auf die Musik der USA nach der Revolution 1953 nachgelassen hatte, wurde nun Brasilien mit dem Bossa Nova der wichtigste Impulsgeber für den nordamerikanischen Latin Jazz. Zu den bekanntesten Samba- und Bossa-Nova-Gitarristen des 20. Jahrhunderts gehört der Brasilianer Baden Powell. Seit den 1990er Jahren erlebte die Bossa Nova eine Renaissance durch Neuinterpretationen wie etwa von Bebel Gilberto und durch Adaptionen in der elektronischen Musik.

### Samba im Straßenkarneval
In den 1950er Jahren verdrängte der Straßenkarneval der Sambaschulen den bürgerlichen Karneval im Zentrum von Rio. Heute gilt der Karneval in Rio (Carnaval carioca) als größtes Volksfest der Welt. Der Desfile genannte Umzug der Sambaschulen mit jeweils mehreren hundert Musikern und Tänzern wird landesweit übertragen und steht musikalisch ganz im Zeichen des Samba enredo. Jede Sambaschule führt ein Thema (enredo) auf. Blasinstrumente zu spielen ist per Satzung untersagt, das einzige Melodieinstrument ist das Cavaquinho, das den Gesang begleitet.
Höhepunkt ist der Einzug der Gruppen im 60.000 Zuschauer fassenden Sambódromo, das 1984 von Oscar Niemeyer errichtet wurde. Hier hat auch die Jury ihren Sitz und bewertet die verschiedenen Gruppen nach streng vorgegebenen Kriterien. Die erstplatzierte Schule und der Komponist des siegreichen Sambas genießen in ganz Brasilien hohes Prestige, diejenigen Schulen mit der geringsten Punktzahl müssen dagegen „absteigen“ und werden im folgenden Jahr durch andere ersetzt.
Die 44 Sambaschulen Rios sind gut organisierte Vereine mit teilweise mehreren tausend Mitgliedern, welche die Vorbereitung, die Proben, aber auch soziale Aufgaben in ihrem jeweiligen Stadtteil oder Favela übernehmen. Aufgrund der hohen Kosten der Umzüge mit den aufwändigen Kostümen und allegorisch geschmückten Wagen und wegen des großen touristischen Interesses ist der Karneval in Rio stark kommerzialisiert und es gibt teilweise Verbindungen zur Mafia, die die Sambaschulen zur Geldwäsche benutzen.

## Varianten des Samba
Samba de roda und Samba de caboclo gehören zu den ursprünglichsten Varianten des Samba. In diesen Stilen wird traditionell die Atabaque benutzt, die eng mit der kubanischen Conga verwandt ist und auf afrikanische Handtrommeln zurückgeht. Inzwischen ist die Conga auch in Brasilien weit verbreitet. Samba de roda ist zugleich ein Rundtanz. Wo sich afrobrasilianische Kultur mit indigenen Einflüssen mischt, benutzt man den Begriff caboclo, der auch Mischlinge mit indianischen Vorfahren bezeichnet. Eine solche Variante ist der Samba de caboclo. Der tatsächliche Einfluss indigener Musik auf den Samba ist aber sehr gering.
Beim Pagode werden die Stimmen der Surdos auf Handtrommeln (Surdo de mão: Tantan, Rebolo und Repique de mão) übertragen und von den kleineren Perkussionsinstrumenten Pandeiro und Tamborim begleitet. Eine wichtige Rolle spielt dabei als Melodieinstrument das Cavaquinho sowie der Gesang. Diese Form des Samba wird häufig in einer geselligen Runde gespielt und eher selten auf einer Bühne.
Samba enredo ist der moderne Samba des Karnevals in Rio und in São Paulo, aber auch beim Karneval in Recife und in anderen Städten. Seit mehreren Jahrzehnten gibt es im Samba enredo eine Entwicklung, die Instrumente immer höher zu stimmen und den Samba immer schneller zu spielen. Diese Tendenz wurde dadurch ermöglicht, dass seit den 1970er Jahren die früheren Naturfelle durch Nylonfelle ersetzt wurden. Zudem können sich beim Karnevalsumzug nur noch die lauten Instrumente unverstärkt durchsetzen, so dass das Pandeiro und die Reibetrommel Cuíca heute in den großen Sambaschulen nicht mehr sehr häufig anzutreffen sind. Es dominieren Repiniques, Caixas (Snares), die in drei verschiedenen Tonhöhen gestimmten Surdos, Tamborims, Agogôs, Chocalhos (Shaker) und die Pfeife Apito. Die Musikgruppen (Baterias) werden stets von einer reich geschmückten Tanzformation angeführt und können mehrere hundert Musiker umfassen.
Samba batucada wird ähnlich gespielt wie der Samba enredo, meist mit rund 10 bis 20 Musikern und ohne Gesang. Teilweise werden weniger laute Instrumente verwendet, etwa die Ganzá statt des Chocalhos. Die kleinere Besetzung ermöglicht es den einzelnen Spielern, mehr zu solieren und zu improvisieren bzw. zu variieren.
Samba Canção ist eine meist langsame, balladenhafte Lied-Variante des Samba, die vor allem in den 1940er bis 1960er Jahren populär war. Andere Varianten sind der Sambolero, eine Mischung aus Samba und Bolero, Samba-Choro oder Samba de Breque.
Eine jüngere Weiterentwicklung ist der Samba-Funk bzw. Funkeado. Diese innovativsten Musikströmungen der 1990er Jahre sind stark von Funk sowie Rap beeinflusst worden und fusionierten diese Stile mit dem Samba. Bekannte Bands aus Rio sind Funk'N Lata, deren Musiker in der Samba-Schule Mangueira gelernt haben, sowie Monobloco.
In Salvador da Bahia entwickelte sich aus der dortigen Samba-Tradition und Reggae-Einflüssen seit den 1970er und 1980er Jahren der Samba-Reggae. Er wird üblicherweise nicht mehr zu den Samba-Stilen gerechnet. Bekannte Gruppen sind unter anderem Olodum, Timbalada oder die traditionelleren Ilê Aiyê. Rio de Janeiro und São Paulo sind die beiden Zentren sowohl des Samba, als auch der brasilianischen Unterhaltungsindustrie und der wirtschaftliche Mittelpunkt des Landes. Aus diesem Grund strahlt die Musik aus dieser Region auf ganz Brasilien aus. Das gilt auch für den Samba, der deshalb ebenso als Regionalmusik, wie als überregionaler Musikstil angesehen werden kann. Samba-Formen gibt es in fast allen Regionen Brasiliens, so treten auch im Karneval in Recife oder dem von Olinda in Pernambuco Samba-Gruppen auf. Samba-Einflüsse lassen sich in unterschiedlichem Ausmaß zudem in fast allen Stilen der Música Popular Brasileira (MPB) ausmachen.

## Musik und Tanz
Traditionell ist in der afro-brasilianischen Kultur Tanz allgemein ein fester Bestandteil der Musikkultur, beides ist daher traditionell nicht voneinander zu trennen. Auch beim Desfile im Karneval ist es undenkbar, dass eine Bateria ohne Tanzformation marschiert. In den Sambaschulen sind die Musik- und die Tanzformation gleichberechtigt.
Die sehr vereinfachte Form des Sambatanzes, die in den 1950er Jahren die europäischen und nordamerikanischen Tanzschulen erreichte und 1959 in das Turnierprogramm der lateinamerikanischen Tänze aufgenommen wurde, hat kaum noch etwas mit der ursprünglichen brasilianischen Tanzform gemeinsam.

## Samba und Politik

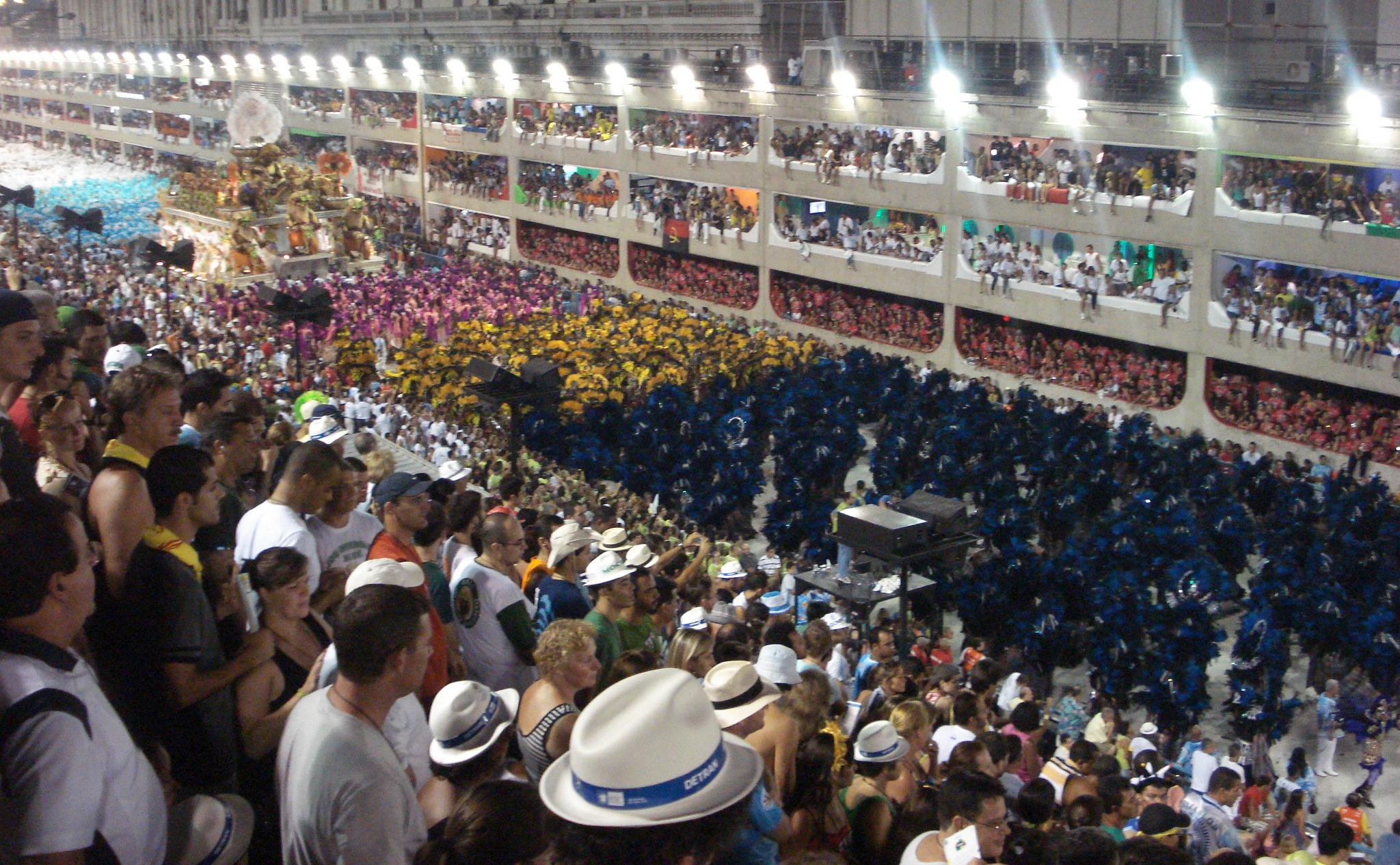
Das Sambodromo mit Sambagruppen beim Karneval in Rio de Janeiro

In den 1970ern entwickelten sich in den ärmsten Stadtteilen von Salvador da Bahia (Brasilien) bloco afro genannte Trommelgruppen. Gruppen wie Ilê Aiyê und Olodum gründeten sich als politischer Ausdruck von schwarzem Selbstbewusstsein, als Widerstandsform gegen zunehmenden ökonomischen Ausschluss. „Afro Blocks“ hatten eine mobilisierende Funktion bei Streiks, Kundgebungen und Demonstrationen. Samba-Gruppen nehmen auch heute häufig teil an politischen Demonstrationen, wie die Gruppen aus dem weltweiten antikapitalistischen Rhythms of Resistance Netzwerk.

## Samba in Deutschland
Die ersten Sambaschulen in Deutschland wurden in den späten 1970er Jahren gegründet, seit den 1980er Jahren gab es einen Boom. In Deutschland wird heute vor allem der aus dem Nordosten Brasiliens stammende Samba-Reggae gespielt. Für die meisten deutschen Gruppen ist Samba – anders als für die Sambaschulen in Brasilien – nur ein Rhythmus unter vielen. Hochburgen des deutschen Samba sind Köln, Berlin, Hamburg, München und Bremen.

Samba-Festival Coburg, Hauptbühne Schlossplatz

Die größte Samba-Veranstaltung außerhalb Brasiliens ist das Samba-Festival Coburg, das seit 1992 alljährlich im Juli an drei Tagen rund 100 Gruppen und mehr als 200.000 Besucher anzieht. Auch beim Berliner Karneval der Kulturen nehmen an Pfingsten zahlreiche Sambagruppen teil. Das viertägige Sambafestival Bad Wildungen findet seit 2001 alle zwei Jahre mit etwa 50 Gruppen in der ersten Septemberwoche statt.
Insgesamt ist jedoch die Zahl größerer Veranstaltungen dieser Art massiv rückläufig:
Der Bremer Karneval wurde von der Schweizer Künstlerin Janine Jaeggi 1985 ins Leben gerufen und wesentlich weiterentwickelt. Am Samstag neun Tage vor Rosenmontag ziehen über 100 Samba-Gruppen durch die Stadt. Im Jahrt 2025 soll der Bremer Samba-Karneval zum letzten Mal stattfinden. In Berlin fand seit 1996 bis 2001 jeweils am letzten Septemberwochenende unter Leitung der Landesmusikakademie Berlin das Samba Syndrom statt. Die jährliche "Sambanale" im niedersächsischen Badbergen wurde nach 15 Jahren 2024 zum letzten Mal präsentiert.
Wie für die meisten deutschen Gruppen gilt auch für alle diese Veranstaltungen, dass sie nicht auf den Samba beschränkt sind, auch wenn sie sich als „Sambafestivals“ bezeichnen. Stattdessen decken sie das gesamte Spektrum brasilianischer und anderer, auf brasilianische Percussioninstrumente übertragener Rhythmen ab.

## Sonstiges
- Samba in der Kunstmusik: Darius Milhaud (1892–1974): Mouvement de samba in Scaramouche für zwei Klaviere.
- In Japan findet seit 1981 der Asakusa Samba Carnival statt. Etwa 500.000 Zuschauer verfolgen in den Straßen Tokios die Darbietungen der kostümierten Tänzerinnen und Batérias.
- Seit Anfang der 2000er hat sich ein Netzwerk von Perkussion-Bands unter der Bezeichnung Rhythms of Resistance gebildet, welche in hohem Anteil Samba-Rhythmen und Instrumente verwenden.